# Odsherredvej (Nykøbing Sjælland)
Odsherredvej er en to sporet omfartsvej der går vest om Nykøbing Sjælland. Vejen er en del af sekundærrute 225, der går imellem Slagelse og Rørvig. 
Den er med til at lede trafikken der skal mod København, Roskilde, Holbæk, Sjællands Odde og Rørvig uden om Nykøbing Sjælland Centrum, så byen ikke bliver belastet af for meget trafik.
Vejen forbinder Odsherredvej i syd med Rørvigvej i nord, og har forbindelse til Annebjerg Stræde, Oddenvej og Rødvigvej.